# Austrodecus
Genre
Austrodecus est un genre de pycnogonides de la famille des Austrodecidae.

## Liste des espèces
Selon PycnoBase :
- Austrodecus aconae (Hedgpeth & McCain, 1917)
- Austrodecus bathyale Stock, 1991
- Austrodecus breviceps Gordon, 1938
- Austrodecus calcaricauda Stock, 1957
- Austrodecus calvum Stock, 1991
- Austrodecus cestum Child, 1994
- Austrodecus childi Arango, 2003
- Austrodecus confusum Stock, 1957
- Austrodecus conifer Stock, 1991
- Austrodecus crenatum Child, 1994
- Austrodecus curtipes Stock, 1957
- Austrodecus elegans Stock, 1957
- Austrodecus enzoi Clark, 1971
- Austrodecus excelsum Stock, 1991
- Austrodecus fagei Stock, 1957
- Austrodecus frigorifugum Stock, 1954
- Austrodecus fryi Child, 1994
- Austrodecus glabrum Stock, 1957
- Austrodecus glaciale Hodgson, 1907
- Austrodecus gordonae Stock, 1954
- Austrodecus goughense Stock, 1957
- Austrodecus kelpi Pushkin, 1977
- Austrodecus latum Stock, 1991
- Austrodecus longispinum Stock, 1957
- Austrodecus macrum Child, 1994
- Austrodecus minutum Clark, 1972
- Austrodecus oferrecans Bamber, 2000
- Austrodecus palauense Child, 1983
- Austrodecus pentamerum Stock, 1968
- Austrodecus profundum Stock, 1957
- Austrodecus pushkini Child, 1994
- Austrodecus serratum Child, 1994
- Austrodecus simulans Stock, 1957
- Austrodecus sinuatum Stock, 1957
- Austrodecus staplesi Stock, 1990
- Austrodecus stocki Child, 1988
- Austrodecus tristanense Stock, 1955
- Austrodecus tuberculatum Stock, 1991
- Austrodecus tubiferum Stock, 1957
- Austrodecus valdiviens Turpaeva, 1990
- Austrodecus varum Child, 1994

## Référence
- Hodgson, 1907 : Pycnogonida. Reports of the National Antarctic Expedition of 1901-1904, Natural History, vol. 3, p. 1–72.